# Schauspiel Zentrum
Das Schauspiel Zentrum Köln (ehemals Deutsches Zentrum für Schauspiel und Film) ist eine 1994 gegründete, staatlich anerkannte Berufsfachschule für Schauspieler  in den Bereichen Theater, Film und Fernsehen. Gelehrt werden die Schauspielmethoden nach Michael Tschechow, Konstantin Sergejewitsch Stanislawski und Bertolt Brecht. Schulleiter war seit 2006 der Schauspieler Arved Birnbaum († 2021).

## Geschichte
Gegründet wurde die Schule 1994 unter dem Namen Zentrum für Schauspiel, Tanz und Bewegung von der Regisseurin und Schauspieldozentin Gisela Olroth-Hackenbroch. Die Schule befand sich zunächst in der Ahl Poller Schull, einem denkmalgeschützten, 1846 erbauten Gebäude im rechtsrheinischen Kölner Stadtteil Poll. Einige Jahre nach der Schuleröffnung gründete Olroth-Hackenbroch zudem das Theater Das Spielbrett, um Schülern eine Bühne zur Verfügung zu stellen.
2006 übernahm der Schauspieler Arved Birnbaum die Leitung, während Olroth-Hackenbroch bis heute als Dozentin fungiert. Im gleichen Zuge benannte man die Schule in Deutsches Zentrum für Schauspiel und Film um. 2012 zog die Einrichtung dann in die ehemaligen MMC-Studios nach Hürth und erhielt mit Schauspiel Zentrum erneut einen anderen Namen. Das vormalige Filmstudio-Gelände nahe Köln beherbergte die Schule bis 2018 und ermöglichte Erweiterungen des Ausbildungsangebots.
Seit Anfang 2018 befindet sich die Schule auf der Severinstraße im gleichnamigen Viertel Kölns.

## Ausbildung
Angeboten wird eine praxisorientierte Berufsausbildung, in der die Schüler früh an Theater- und Filmprojekten arbeiten. Dabei arbeitet das Zentrum mit den Regieklassen der Kunsthochschule für Medien Köln zusammen. Für die Vorführungen von Projektarbeiten der Studierenden steht dem Zentrum das eigene Theater und Kino sowie das Odeon Kino Köln zur Verfügung. Zusätzlich gewähren Projekte mit der Filmstiftung NRW zusätzliche Einblicke in die rheinische Film- und Fernsehlandschaft.
Sich selbst als „Schule für’s Leben“ bezeichnend, setzt das Schauspiel Zentrum laut eigener Aussage einen Fokus auf die Persönlichkeitsentwicklung und -stärkung der Schüler und vermittelt gleichermaßen die handwerklichen Fähigkeiten des Schauspiels.
Schulleiter war seit 2006 der Schauspieler, Regisseur und Autor Arved Birnbaum († 2021).

### Zitat
„Schauspiel ist immer mehr als das bloße Abbilden von Figuren in einem Stück oder einem Film. Um eine Rolle richtig spielen zu können, muss diese verstanden und mit Leben gefüllt werden. Daher ist ein Grundstein unserer Ausbildung, dass wir den Schüler*innen alles mit auf den Weg geben, um mit Selbstvertrauen und Energie eine Rolle mit vollem Körperbewusstsein darzustellen – damit diese lebendig, überzeugend und authentisch ist.“

### Inhalte
Die Ausbildung dauert 3,5 Jahre und endet bei  bestandener Abschlussprüfung mit dem „Diplom zur Bühnenreife“. Während der Ausbildung haben die Auszubildenden Anspruch auf Schüler-BAföG, welches nicht zurückgezahlt werden muss.

#### 1. Jahr
Im ersten Jahr vermittelt die Schule Grundlagen der Körperbeherrschung, des Einsatzes sprachlicher Mittel und des schauspielerischen Handelns, häufig über Improvisation.

#### 2. Jahr
Im zweiten Studienjahr erfolgt eine Vertiefung der handwerklichen Grundlagen für Theater, Fernsehen, Film und Kino. Auch Partnerarbeit spielt eine Rolle; Theorieunterricht untermauert die praktischen Erfahrungen auf wissenschaftlicher Ebene.

#### 3. Jahr
Das dritte Studienjahr sieht ein Filmprojekt vor. Zudem erfolgt die Spezialisierung in den Bereichen Kino, Fernsehen, Film und Theater sowie der Synchron- und Sprechertätigkeit.

#### 4. Jahr
Das vierte Studienjahr bereitet durch die Erarbeitung von Vorsprechrollen und Liedern sowie das Drehen diverser Demobandszenen auf Castings vor. Die Abschlussprüfung besteht aus einem praktischen Teil und auf theoretischer Ebene einer theaterwissenschaftlichen Diplomarbeit.

#### Abendklasse & Schnupperkurs
Seit 2013 bietet das Schauspiel Zentrum eine Abendklasse an, in der Quereinsteiger, die älter als 30 Jahre sind, das Handwerk des Schauspiels erlernen können. Die Teilnehmer absolvieren ebenfalls die Abschlussprüfung und schließen mit dem „Diplom zur Bühnenreife“ ab.
Ein Schnupperkurs ermöglicht zudem im Rahmen von vierzehn Probetagen eine Teilnahme auf Probebasis.

## Fächer & Dozenten
In den Studienjahren besteht der Unterricht in unterschiedlicher Zusammensetzung aus den Fächern verschiedener Themengebiete.
Bereich Schauspiel und Film: Grundlagen Schauspiel, Improvisation, Monolog- und Szenenarbeit, Filmpraxis und Regiearbeit, Sprechen, Gesang
Bewegung: Ballett, Modern Dance, Tai-Chi, Kampfsport, Stunt
Theorie: Theaterwissenschaften, Filmgeschichte, Deutsch, Politik, Geschichte, Drehbuchentwicklung
Zu den Dozenten gehören unter anderem:
- Arved Birnbaum (Schulleiter; Schauspiel & Film)
- Gisela Olroth-Hackenbroch (Gründerin; Grundlagen Schauspiel, Szenen- und Monologarbeit)
- Dada Stievermann (Improvisation, Szenen- und Monologarbeit)
- Marc Hertel (Filmtheorie und Regiearbeit)
- Caroline Rapp (Improvisation, Szenen- und Monologarbeit)
- Peter Bösenberg (Filmtheorie & -geschichte, Drehbuchentwicklung)
- Sigrid Burkholder (Grundlagen Schauspiel)
- Elisabeth Sommerhoff (Sprecherziehung)
- Britta Tekotte (Sprecherziehung)
- Laura Cabiria (Gesang)
- Anette Blum Paulino (Kampfsport, Tai-Chi)
- Florence Didelot (Ballett, Modern Dance)
- Mylgia van Utrecht (Zumba-Fitness)
- Roland Leyer (Stunt)
- Margit Lieverz (Moderation)

Ehemalige und wiederkehrende Dozenten sind unter anderem Thomas von Lepel (Logopädie),  Charles Olroth (Theaterwissenschaft), Susanne Uhlen (Szenearbeit), Sebastian Ko (Regie), Uli Hoch (Szenearbeit), Rouven Blankenfeld (Film), Yvonne Racine (Szenearbeit), Walter März (Stunt), Albert Glombek (Theaterwissenschaft) und Bernd Schlossorsch (Deutsch, Politik).
Sabine Birnbaum verwaltet die Schule.

## Absolventen
Zu den Absolventen zählen unter anderem:
- Daniel Rodic (Der Lehrer, Donna Leon, Alarm für Cobra 11)
- Juri Rother (Tatort, The Voice of Germany, Planschemalöör)
- Elmira Rafizadeh (Tatort, Wilsberg, Teheran Tabu)
- Johannes Ahn (Ein Hologramm für den König, Wir sind die Welle, Bad Banks)
- Navid Navid (Septembers of Shiraz, Tatort)
- Fabienne Hesse (Wilsberg, Der Lehrer, Die Erfindung der Liebe, Synchronsprecherin)
- Norbert Hinzmann (Männerhort)
- Anna Angelina Wolfers (Sturm der Liebe, Alles was zählt, Rosamunde Pilcher)
- Katharina Lichtblau (Moderatorin und Synchronsprecherin, Tigerenten Club)
- Andreas Grusinski (Inglorious Basterds, Der Baader Meinhof Komplex)
- Michael Bruch (All Eyes On You, Das Pubertier)
- Anne Bolik (Die Inselärztin, SOKO München, Inga Lindström)
- Marc Philipps (SOKO Wismar, Fucking Berlin)
- Karsten Jaskiewicz (Musical Hinterm Horizont)

Ehemalige Schüler  werden teils in der Kartei der Agentur Birnbaum geführt.

## Tubekurs
Seit 2020 veranstaltet das Schauspiel Zentrum Workshops, die angehenden YouTubern oder Streamern den Umgang mit und das Auftreten vor der Kamera näher bringen. Fächer wie Themenauswahl, Moderation, Licht und Maske sind ebenfalls Teil der Kurse.